# Guilherme, Duque de Brunsvique-Luneburgo
Guilherme de Brunsvique-Luneburgo (4 de Julho de 1535 – 20 de Agosto de 1592), também conhecido por Guilherme, O Jovem, foi duque de Brunsvique-Luneburgo e príncipe de Luneburgo de 1559 até à sua morte. Até 1569 governou em conjunto com o seu irmão, o duque Henrique de Dannenberg.

## Família
Guilherme era o quinto filho do duque Ernesto I de Brunsvique-Luneburgo e da duquesa Sofia de Mecklemburgo. Os seus avós paternos eram o duque Henrique I de Luneburgo e a duquesa Margarida da Saxónia. Os seus avós maternos eram o duque Henrique V de Mecklemburgo e a marquesa Úrsula de Brandemburgo.

## Casamento
Guilherme casou-se no dia 12 de Outubro de 1561 com a princesa Doroteia da Dinamarca.

## Descendência
- Sofia de Brunsvique-Luneburgo (30 de Outubro de 1563 – 14 de Janeiro de 1639), casada com o marquês Jorge Frederico de Brandemburgo-Ansbach; sem descendência.
- Ernesto II de Brunsvique-Luneburgo (31 de Dezembro de 1564 – 2 de Março de 1611), duque de Brunsvique-Luneburgo entre 1592 e 1601; sem descendência.
- Isabel de Brunsvique-Luneburgo(19 de Outubro de 1565 – 17 de Julho de 1621), casada com o conde Frederico de Hohenlohe-Langenburg; sem descendência.
- Cristiano de Brunsvique-Luneburgo (19 de Novembro de 1566 – 8 de Novembro de 1633), duque de Brunsvique-Luneburgo entre 1611 e 1633; sem descendência.
- Augusto I de Brunsvique-Luneburgo (18 de Novembro de 1568 – 1 de Outubro de 1636), duque de Brunsvique-Luneburgo entre 1633 e 1636; com descendência ilegítima.
- Doroteia de Brunsvique-Luneburgo (1 de Janeiro de 1570 – 15 de Agosto de 1649), casada com o conde Carlos I de Zweibrücken-Birkenfeld; com descendência.
- Clara de Brunsvique-Luneburgo (16 de Janeiro de 1571 – 18 de Julho de 1658), casada com o conde Guilherme de Schwarzburg-Blankenburg; sem descendência.
- Ana Úrsula de Brunsvique-Luneburgo (22 de Março de 1572 - 5 de Fevereiro de 1601), morreu aos vinte e oito anos de idade; sem descendência.
- Margarida de Brunsvique-Luneburgo (6 de Abril de 1573 - 7 de Agosto de 1643), casada com o duque João Casimiro de Saxe-Coburgo; sem descendência.
- Frederico IV de Brunsvique-Luneburgo (28 de Agosto de 1574 - 10 de Dezembro de 1648), duque de Brunsvique-Luneburgo de 1636 a 1648; sem descendência.
- Maria de Brunsvique-Luneburgo (21 de Outubro de 1575 - 8 de Agosto de 1610), morreu aos trinta e quatro anos de idade; sem descendência.
- Magno de Brunsvique-Luneburgo (30 de Agosto de 1577 - 10 de Fevereiro de 1632), solteiro e sem descendência.
- Jorge de Brunsvique-Luneburgo (17 de Fevereiro de 1582 - 12 de Abril de 1641), príncipe de Calenberg de 1635 a 1641, casado com a condessa Ana Leonor de Hesse-Darmstadt; com descendência.
- João de Brunsvique-Luneburgo (23 de Junho de 1583 - 27 de Novembro de 1628), bispo de Minden; sem descendência.
- Sibila de Brunsvique-Luneburgo (3 de Junho de 1584 - 5 de Agosto de 1652), casada com o duque Julio Ernesto de Brunsvique-Luneburgo; com descendência.